# Giro di Lombardia 1985
Il Giro di Lombardia 1985, settantanovesima edizione della corsa, fu disputata il 12 ottobre 1985, per un percorso totale di 255 km. Fu vinta dall'irlandese Sean Kelly, giunto al traguardo con il tempo di 6h11'17" alla media di 41,208 km/h.
Presero il via da Como 171 ciclisti, 32 di essi portarono a termine la gara. È tuttora l'ultima edizione del Giro di Lombardia con arrivo posto al Velodromo Vigorelli.

## Ordine d'arrivo (Top 10)
| Pos. | Corridore                | Squadra      | Tempo   |
| ---- | ------------------------ | ------------ | ------- |
| 1    | Sean Kelly               | Skil-Sem     | 6h11'17 |
| 2    | Adrie van der Poel       | Kwantum Hal. | s.t.    |
| 3    | Charly Mottet            | Renault-Elf  | s.t.    |
| SQ   | Marino Lejarreta         | Alpilatte    | s.t.    |
| 5    | Leo Schönenberger        | Dromedario   | s.t.    |
| 6    | Claudio Corti            | Brianzoli    | s.t.    |
| 7    | Silvano Contini          | Ariostea     | s.t.    |
| 8    | Alfio Vandi              | Dromedario   | s.t.    |
| 9    | Gianbattista Baronchelli | Brianzoli    | s.t.    |
| 10   | Mario Beccia             | Malvor       | s.t.    |